# Đà điểu Nam Mỹ
Đà điểu Nam Mỹ hay đà điểu châu Mỹ (danh pháp khoa học: Rhea) là chi đà điểu Nam Mỹ duy nhất trong họ cùng tên gồm 2 loài chim sống ở Nam Mỹ. Đà điểu châu Mỹ có kích thước cơ thể nhỏ hơn đà điểu châu Phi nhưng lớn hơn đà điểu Emu. Thức ăn chủ yếu là các loài thực vật và sâu bọ. Chúng sống ở các trảng cỏ Argentina, Brasil, Bolivia. Tên gọi khoa học của chi được Paul Mohring đặt năm 1752. Lý do để Mohring chọn tên gọi này, theo tên của thần Rhea, là không rõ.

## Phân loại
Các loài/phân loài còn sinh tồn được công nhận là:
- Đà điểu Nam Mỹ lớn (Rhea americana)
  - R. a. americana, tìm thấy tại khu vực đồng bằng miền bắc và đông Brasil.[2]
  - R. a. intermedia, đông nam Brasil (tại Rio Grande do Sul) và Uruguay.[2]
  - R. a. nobilis, đông Paraguay, phía đông sông Paraguay.[2]
  - R. a. araneipes, từ tỉnh cũ Chaco của Paraguay tới Bolivia và Mato Grosso tại Brasil.[2]
  - R. a. albescens, vùng bình nguyên của Argentina về phía nam tới tỉnh Rio Negro.[2]
- Đà điểu Nam Mỹ nhỏ hay đà điểu Darwin (Rhea pennata)
  - R. p. garleppi, Đồng cỏ Puna ở đông nam Peru, tây nam Bolivia và tây bắc Argentina[2].
  - R. p. tarapacensis, miền bắc Chile, từ Atacama tới Tarapacá[2].
  - R. p. pennata, vùng thảo nguyên Patagonia tại miền nam Argentina và miền nam Chile[2].

Rhea pennata không phải luôn luôn được đặt trong chi Rhea. Năm 2008, Hiệp hội các nhà điểu học Bắc Mỹ, tổ chức chuyên nghiệp cuối cùng, đã chấp chận hợp nhất các chi Rhea và Pterocnemia vào ngày 7 tháng 8 năm 2008. Việc hợp nhất này chỉ còn lại 1 chi Rhea. Loài thứ ba trong chi Rhea với danh pháp Rhea nana, được Lydekker miêu tả năm 1894 dựa trên một quả trứng tìm thấy tại Patagonia, nhưng hiện nay phần lớn các tác giả đều không coi nó là hợp lệ.

## Miêu tả
Đà điểu Nam Mỹ là các loài chim lớn không biết bay với bộ lông xám-nâu, các chân dài vvà cổ cũng dài, trông tương tự như đà điểu châu Phi. Chúng có thể cao tới 1,7 m (5,6 ft) và cân nặng tới 40 kg (88 lb). Cánh của chúng là lớn đối với chim không biết bay và xòe rộng ra khi chạy, có vai trò giống như cánh buồm. Không giống như phần lớn các loài chim khác, đà điểu Nam Mỹ chỉ có 3 ngón chân. Xương cổ chân của chúng có các tấm nằm ngang ở phía trước nó. Chúng cũng tích nước tiểu tách biệt trong phần mở rộng của lỗ huyệt.